# Trophée Kopa 2019
Navigation
Édition précédente Édition suivante
Le Trophée Kopa 2019 est la 2e édition du Trophée Kopa. Organisé par le magazine France Football, il récompense le meilleur joueur de moins de 21 ans de l'année 2019. Au cours de la même cérémonie, il est également décerné le Ballon d'or pour le meilleur footballeur et pour la première fois aussi, le Ballon d'or féminin pour la meilleure footballeuse. 

## Trophée Kopa
Ce trophée récompense le meilleur joueur de football de moins de 21 ans. Le jury est constitué des vainqueurs encore en vie des Ballons d'or précédents. Les anciens Ballons d'or devaient fournir une liste de trois footballeurs (sur dix
joueurs préalablement établie par la rédaction de France Football), répondant aux efforts méritocratiques suivants : 
- 1) Performances individuelles et collectives (palmarès) ;
- 2) Classe du joueur (talent et fair-play) ;
- 3) Faculté à s'inscrire dans la durée.

Les 10 nommés sont connus le 21 octobre 2019 :
| Rang | Joueur           | Club                                | Sélection nationale | Poste                       | Points | %       |
| ---- | ---------------- | ----------------------------------- | ------------------- | --------------------------- | ------ | ------- |
| 1    | Matthijs de Ligt | Ajax Amsterdam Juventus FC          | Pays-Bas            | Défenseur                   | 58     | 30,69 % |
| 2    | Jadon Sancho     | Borussia Dortmund                   | Angleterre          | Attaquant                   | 49     | 25,93 % |
| 3    | João Félix       | Benfica Lisbonne Atlético de Madrid | Portugal            | Milieu de terrain Attaquant | 41     | 21,69 % |
| 4    | Vinícius Júnior  | Real Madrid                         | Brésil              | Attaquant                   | 17     | 8,99 %  |
| 5    | Andriy Lunin     | Real Valladolid                     | Ukraine             | Gardien de but              | 9      | 4,76 %  |
| 6    | Mattéo Guendouzi | Arsenal FC                          | France espoirs      | Milieu de terrain           | 5      | 2,65 %  |
| 6    | Kai Havertz      | Bayer Leverkusen                    | Allemagne           | Milieu de terrain           | 5      | 2,65 %  |
| 8    | Moise Kean       | Juventus FC Everton FC              | Italie              | Attaquant                   | 3      | 1,59 %  |
| 9    | Samuel Chukwueze | Villarreal CF                       | Nigeria             | Attaquant                   | 1      | 0,53 %  |
| 9    | Lee Kang-in      | Valence CF                          | Corée du Sud        | Milieu de terrain Attaquant | 1      | 0,53 %  |